# 交響曲第6番 (プロコフィエフ)
交響曲第6番 変ホ短調 作品111は、セルゲイ・プロコフィエフが1947年に作曲した3楽章から成る6番目の交響曲である。

## 概要
1945年1月に交響曲第5番が初演された翌年の1946年から1947年にかけて、モスクワ西部のニコリーナ・ゴーラという村の別荘で、しだいに重くなる病とたたかいながら作曲した。
初演に際してプロコフィエフはこの曲についてこう解説した。
| 「 | 第1楽章は時に叙情的、時に厳しいが、総体的に動揺興奮している。緩徐楽章はより明るく旋律的。急速な長調の終楽章は第1楽章の厳しい部分の回想を除いては、交響曲第5番の性格に近い。 | 」 |

また、プロコフィエフの伝記を書いたイスラエル・ネスティエフとの談話において、プロコフィエフは戦争の影響をうちあけている。
| 「 | 現在われわれは大勝利に酔っているが、誰しも癒すことのできない傷を負っている。ある人は最も親しい者たちを失い、またある人は健康を害している。こういうことは忘れてはならないのだ。 | 」 |

戦争の悲劇と犠牲を内面的に描き、難解で密度の高い作品となっている。友人のミャスコフスキーはこの曲について、3度聴くまで理解できなかったことを告白している。
初演では成功を収めた本作品だが、1948年になるとジダーノフ批判にさらされることになり、「形式主義的過ちを犯した作品」と見られてしまい、長い間演奏される機会を失うことになった。

## 初演
1947年10月11日にレニングラード（現サンクトペテルブルク）でムラヴィンスキーの指揮によって行われた。ムラヴィンスキーがプロコフィエフの新作初演をしたのは、この時が初めてだった。

## 曲の構成
3楽章から構成され、演奏時間は約40分から45分。
第1楽章 アレグロ・モデラート（Allegro moderato）
変ホ短調、8分の6拍子、ソナタ形式。第1主題は再現しない。

第2楽章 ラルゴ（Largo）
変イ長調、4分の4拍子、ソナタ形式。展開部が推移的中間部の様相を呈しており、再現部では主題が提示部とは逆の順番で再現され、コーダが序奏に基づくのでアーチ状の構造になる。

第3楽章 ヴィヴァーチェ（Vivace）
変ホ長調、4分の2拍子、ソナタ形式。展開部がない代わりに、再現部に展開的発展が含まれる。第2主題再現後、コーダの前に第1楽章第2主題の回想が挿入される。

## 楽器編成
ピッコロ、フルート2、オーボエ2、イングリッシュホルン、小クラリネット（E♭管）、クラリネット2、バスクラリネット、ファゴット2、コントラファゴット、ホルン4、トランペット3、トロンボーン3、チューバ、ティンパニ、トライアングル、ウッドブロック、タンバリン、小太鼓、シンバル、大太鼓、タムタム、ピアノ、ハープ、チェレスタ、弦五部